# لينك (ذا ليجند أوف زيلدا)
لينك (بالإنجليزية: Link؛ باليابانية: リンク، رومنة: Rinku) هو شخصية خيالية، وهو الشخصية الرئيسية في سلسلة « ذا ليجند أوف زيلدا ».
أبتكر وصمم من شيجيرو مياموتو، ويعتبر ذا ليجند أوف زيلدا من أشهر الألعاب في شركة نينتندو، وبيعت أكثر من 47 نسخة في عام 2007. ومن شعبية لينك في ذا ليجند أوف زيلدا استمر حتى الآن في تصميمه؛ وكان أول ظهور له في الجزء الأول من اللعبة. وقد برز لينك في ألعاب أخرى من ألعاب نينتندو، وخاصتةً في سوبر سماش بروس براول. وأصبح نجم في جائزة والك أوف جيم في 2005, مع سونيك وماريو

## الإستقبال
حصل لينك على مراتب عالية في موقع جيم فاجس «في ألعاب القتال».
وحصل على لقب «بطل المواجهات» في موقع آي جي إن، وكان منافسا في التصويت للعبة فاينل فانتسي VII.
وكان لينك في المرتبة الأولى من عشرة في لعبة سوبر سماش بروس براول في موقع جيم دايلي، من قائمة الشخصيات.